# Lotononis lotononoides
Lotononis lotononoides är en ärtväxtart som först beskrevs av Scott-elliot, och fick sitt nu gällande namn av B.-e.van Wyk. Lotononis lotononoides ingår i släktet Lotononis och familjen ärtväxter. Inga underarter finns listade i Catalogue of Life.